# Pokémon Trading Card Game

Spelets logga.

Pokémon Trading Card Game är ett samlarkortspel som tidigare gavs ut av Wizards of the Coast, men sedan juni 2003 ges ut av The Pokemon Company.

## Korttyper
Det finns tre grundläggande korttyper i spelet, Energy Cards, Trainer Cards, och den viktigaste sorten, Pokémon Cards. 

### Trainer Cards
Trainer Cards delas upp i de tre olika korttyperna Stadium Cards, Supporter Cards, och Item Cards. Stadium Cards kan ge bonusar till vissa Pokémonkort som har vissa element, exempelvis ger kortet Rough Seas en bonus som man använder för att hela sina Elektricitet- och Vatten-Pokémons med.

### Energy Cards
Energy Cards används för att pokémonkorten ska kunna anfalla, läka sig osv. De spelar en viktig roll i spelet. Det finns även så kallade Special Energy, Energy Cards med speciella krafter. Ett exempel är kortet Wonder Energy, ett kort som ger Fairy-Pokémons extra skydd i form av att motståndarens anfall inte påverkar denna pokémon (utom skada).

### Pokémon Cards
Pokémon Cards är de viktigaste korten i spelet. De flesta av dessa kort är antingen Basic Pokémon, eller Stage 1 Pokémon, som utvecklas från Basic Pokémons. Sedan utvecklas Stage 2 Pokémon från Stage 1 Pokémons. Det finns även Pokémon-X, Pokémon-EX, Pokémon-Gold-X, och Pokémon-Gold-EX. Dessa "kortklasser" är en del av kortets namn. Från Gold-EX kan sedan Mega Evolutions utvecklas, en typ av mycket kraftfulla kort. Det finns även Primal Reversion som även dem utvecklas från Gold-EX. Dessa kort fungerar dock likadant som Mega Evolutions. 

### Element
Elementen är inte desamma som i Pokémon-spelen, exempelvis finns elementet Bug inte med. Elementen är följande:
- Grass
- Fire
- Electric
- Water
- Darkness
- Fairy
- Psychic
- Dragon
- Fighting
- Metal
- Colorless

Både Pokémon Cards och Energy Cards kan ha olika element, dock kan inte Trainer Cards ha detta.

## Teams
I kortexpansionen Black & White: Plasma Freeze kom Team Plasma som en del av kortet. Det innebär att korten är en egen "klass": exempelvis har kortet Sawk anfallet Kick of Righteousness som gör extra skada på Team Plasma-pokémon. Team Plasma är dock inte en del av kortnamnet.

## Att spela spelet

### Att vinna
Man vinner om motståndaren inte har några kort att dra från sitt så kallade "Deck", om man själv har tagit alla vinstkort, eller om det inte finns några pokémonkort som motståndaren kan spela med.